# 植田浩史
植田 浩史（うえだ ひろし、1958年11月12日 - ）は大阪府出身のプロゴルファー。

## 来歴
父の勧めで、中学1年生の時に初めてクラブを握った。高校1年の夏まで野球部に所属していたが、足が遅く、体が小さく「一生レギュラーになれない」とゴルフに転向。
近畿大学4年時には朝日杯争奪・全日本学生選手権で優勝し、当時の同期には水巻善典や大町昭義らがいた。
大学卒業する時にゴルフ部の監督から薦められ、栃木県・矢板カントリークラブにいた河野高明に弟子入りし、公私にわたって指導を仰いだ。
1984年に7回目のプロテストで合格し、1989年には栃木オープン・埼玉オープンで優勝。同年のKBCオーガスタでは初日に最終ホール、第3打をピン5mにつけバーディー、首位に着けた。　　
1988年のCITICORP OPENでは初日に69をマークして鈴木弘一・寺本一郎・加瀬秀樹・村上隆と並んでの4位タイでスタートし、最終日には72で泉川ピート・安田春雄・須藤聡明・高見和宏・町野治と並んでの9位タイに終わった。
プロ入り10年目の1994年にはNST新潟オープンで初日に6アンダーで首位に立ち、東海クラシックでは3日目に通算9アンダーで単独2位に浮上するなど3位タイ、ゴルフダイジェストトーナメントでは3日目に18番で第3打をピン側に寄せバーディーを奪い通算13アンダーで単独首位に立つなど2位タイに入る。6試合でベスト10入りし、賞金ランク20位として初のシード権を獲得。
2000年のマンシングウェアオープン KSBカップでは2日目の12番、189ヤードのパー3番で6番アイアンでのティショットが6ヤードほど手前に落ちると、そのままピンに向かって転がっていきカップインし、ホールインワンを達成。自身4度目、試合では2度目のホールインワンでこの日、5つスコアを伸ばしたものの、通算2アンダーという高いカットラインに、甲斐なく通算1オーバーで予選落ち。その後はフィランスロピー、アイフルカップ、NST新潟オープンと順調に予選を通過し、2日間競技の福島オープンで優勝。久光製薬KBCオーガスタでは3日目に通算10アンダーで迎えた最終18番は残念ながらボギーとしたが、首位と4打差で決勝に進出。
2000年から2005年までは日本プロゴルフ協会トーナメントディレクターを務め、自身でピン位置も決めたりし、選手の攻略法やピン位置も読めるようになった。
2006年の日本プロを最後にレギュラーツアーから引退し、2009年からはシニアに転向。デビュー戦となったファンケルクラシックでは最終日ベストスコア66の好スコアをマークして6位に入る健闘を見せる。その後も日本シニアオープン7位タイ、PGA Handa Cupフィランスロピー10位、日本プロシニア10位タイとベスト10入りして賞金ランク15位に入り、シード権を獲得。
2010年の開幕戦スターツシニアでは初日、2日目とノーボギーで、最終日は1打差の4位からでいきなり3連続バーディーのロケットスタートで勢いをつけた。高橋勝成の追い上げもあって大接戦となったが、10番をボギーにして一旦は後退しながら14、16番のバーディーでいつもにない粘り腰を見せた。この日7バーディー、2ボギーの5アンダー67で回り、68の高橋勝と通算13アンダーで並んでプレーオフとなる。プレーオフでは1ホール目の18番で13mのロングパットを寄せて確実にパーに収め、高橋は1mのパーパットを外してあっさりと決着。レギュラー、シニアを通じて初のツアー優勝を手にし、続く榊原シニアオープン6位タイ、PPTシニア4位タイと優勝争いに加わり、シニアツアー前半戦を大いに盛り上げた。
2011年はシニアツアー開幕前の後援競技、金秀シニア沖縄オープンで優勝してシニア2勝目を飾ると、皇潤クラシックでも優勝争いに加わり2位タイに入って気を吐いた。トータルエネルギーPPT3位タイ、ファンケルクラシック8位タイなど上位の成績を残し、賞金ランク16位としてシード権獲得。
2012年は9月のコマツオープンで通算13アンダーで尾崎直道と並びプレーオフで敗れたが、次戦のISPSハンダ秋晴れでは4位に食い込む健闘を見せ、トータル7試合に出場、賞金ランキングは10位と順位を上げた。
2013年は全12試合に出場したが、トップテンはISPSハンダ・フィランスロピー9位タイのみで、日本プロシニア11位があったが、優勝戦線に絡む試合がなく、賞金ランクは前年10位から29位に落ちた。
現在は日本プロゴルフ協会ツアー競技管理委員会委員長を務める傍ら、川波通幸・高橋完と共に栃木県プロゴルフ会メンバーで、太平洋クラブ益子PGAコースの支配人に就任。

## 主な優勝
レギュラー
- 1989年 - 栃木オープン、埼玉オープン
- 1992年 - 関東PGAフィランスロピー
- 1994年 - NISSANオールスターチャリティ
- 1998年 - アイフルチャレンジカップ
- 2000年 - 福島オープン

シニア
- 2010年 - スターツシニア